# Sweetener
Sweetener is het vierde studioalbum van de Amerikaanse zangeres Ariana Grande, dat op 17 augustus 2018 werd uitgebracht door Republic Records.
Voor het album, dat uit vijftien nummers bestaat, werd samengewerkt met Missy Elliott, Nicki Minaj en Pharrell Williams.
De eerste single, No Tears Left to Cry, kwam uit op 20 april 2018 en bleek een commercieel succes voor de zangeres te zijn: hij bereikte de top 10 van de officiële hitlijsten van meer dan twintig landen. De eerste promotiesingle, The Light Is Coming, werd in samenwerking met de rapper Nicki Minaj voor het eerst aangekondigd op 2 juni 2018 tijdens Wango Tango en kwam op 20 juni 2018 uit. Haar tweede single, God Is a Woman verscheen op 13 juli 2018. Op 18 september 2018 bracht ze de laatste single Breathin uit.
Opmerkelijk is dat Grande ervoor koos om niet meer elk woord met een hoofdletter te laten beginnen in haar titels. Dit in tegenstelling tot haar eerdere albums.
Het is ook Grandes eerste album waarvan de albumhoes geen zwart-witfoto is; bij de drie voorgaande albums was dit wel het geval. Dit ondersteunt het idee dat ze met Sweetener een vrolijkere en positievere kijk op het leven wilde creëren.

## Promotie
Om haar album te promoten gaat Grande in 2019 op tournee, die de Sweetener World Tour heet. De tournee vindt plaats in Noord-Amerika en Europa. Eerder vonden er ook al Sweetener Sessions plaats in Chicago, Los Angeles, New York en Londen. In de korte periode van augustus tot september 2018 zong ze toen al enkele nummers van Sweetener.

## Nummers
| Nr. | Titel                                 | Schrijver(s)                                                                                 | Producent(en)                                  | Duur |
| --- | ------------------------------------- | -------------------------------------------------------------------------------------------- | ---------------------------------------------- | ---- |
| 1.  | Raindrops (An Angel Cried)            | Bob Gaudio                                                                                   | Ilya Salmanzadeh & Max Martin                  | 0:37 |
| 2.  | Blazed (met Pharrell Williams)        | Pharrell Williams                                                                            | Pharrell Williams                              | 3:16 |
| 3.  | The Light Is Coming (met Nicki Minaj) | Ariana Grande, Pharrell Williams & Onika Maraj                                               | Pharrell Williams                              | 3:48 |
| 4.  | R.E.M                                 | Pharrell Williams                                                                            | Pharrell Williams                              | 4:05 |
| 5.  | God Is a Woman                        | Ariana Grande, Ilya Salmanzadeh, Max Martin, Savan Kotecha & Rickard Göransson               | Ilya Salmanzadeh & Max Martin                  | 3:17 |
| 6.  | Sweetener                             | Ariana Grande & Pharrell Williams                                                            | Pharrell Williams                              | 3:28 |
| 7.  | Successful                            | Pharrell Williams                                                                            | Pharrell Williams                              | 3:47 |
| 8.  | Everytime                             | Ariana Grande, Ilya Salmanzadeh, Savan Kotecha & Max Martin                                  | Ilya Salmanzadeh & Max Martin                  | 2:52 |
| 9.  | Breathin                              | Ariana Grande, Ilya Salmanzadeh, Savan Kotecha & Peter Svensson                              | Ilya Salmanzadeh                               | 3:18 |
| 10. | No Tears Left to Cry                  | Ariana Grande, Max Martin, Ilya Salmanzadeh & Savan Kotecha                                  | Max Martin & Ilya Salmanzadeh                  | 3:25 |
| 11. | Borderline (met Missy Elliott)        | Pharrell Williams & Melissa Elliott                                                          | Pharrell Williams                              | 2:57 |
| 12. | Better Off                            | Ariana Grande, Tommy Brown, Chauncey Hollis, Brian Malik Baptiste & Kim "Kaydence" Krysiuk   | Hit-Boy, Tommy Brown & Brian Malik Baptiste    | 2:51 |
| 13. | Goodnight n Go                        | Imogen Heap, Ariana Grande, Tommy Brown, Charles Anderson, Michael Foster & Victoria McCants | Tommy Brown, Charles Anderson & Michael Foster | 3:09 |
| 14. | Pete Davidson                         | Ariana Grande, Tommy Brown, Charles Anderson & Victoria McCants                              | Tommy Brown & Charles Anderson                 | 1:13 |
| 15. | Get Well Soon                         | Ariana Grande & Pharrell Williams                                                            | Pharrell Williams                              | 5:22 |

Opmerkingen
- Alle titels zijn gestileerd in onderkast. Uitzonderingen zijn 'R.E.M.' (volledig in hoofdletters) en 'God is a woman' ('God' is met een hoofdletter).
- 'Raindrops (An Angel Cried)' is een cover van 'An Angel Cried' van The Four Seasons.
- 'Goodnight N Go' bevat een sample en interpolatie van 'Goodnight And Go' van Imogen Heap.
- 'Get Well Soon' bevat 40 seconden stilte om de lengte van het lied te doen overeenkomen met de datum van de aanslag in Manchester tijdens een concert van Ariana Grande op 22 mei 2017.[7]